# 梅ノ木 (伊丹市)
梅ノ木（うめのき）は、兵庫県伊丹市の町名。現行の行政地名は梅ノ木一丁目から梅ノ木七丁目。住居表示実施済み区域。郵便番号664-0856。

## 地理
北を西台、北東の一点を中央、東を平松、南を御願塚、西を鈴原町、北西を行基町と接する。
町内の全域が伊丹市立南小学校および南中学校の校区に属する。

### 地価
住宅地の地価は、2014年（平成26年）1月1日に公表された公示地価によれば、梅ノ木4-3-12の地点で23万7000円/m2となっている。伊丹市内で最も地価が高い。

## 歴史
旧大字伊丹の一部。大正末期から昭和初期にかけて伊丹西部耕地組合が造成し、分譲したニュータウンの一部に当たる伊丹市内で有数の高級住宅街である。
1974年（昭和49年）に大字伊丹と御願塚の一部を分離して住居表示を実施し梅ノ木1〜6丁目とした。2008年（平成20年）、兵庫県道332号線西側に残っていた大字伊丹の住居表示未実施区域を編入し梅ノ木7丁目とする。

### 地名の由来
旧大字伊丹の小字梅ノ木を町名に採用したものである。

## 交通

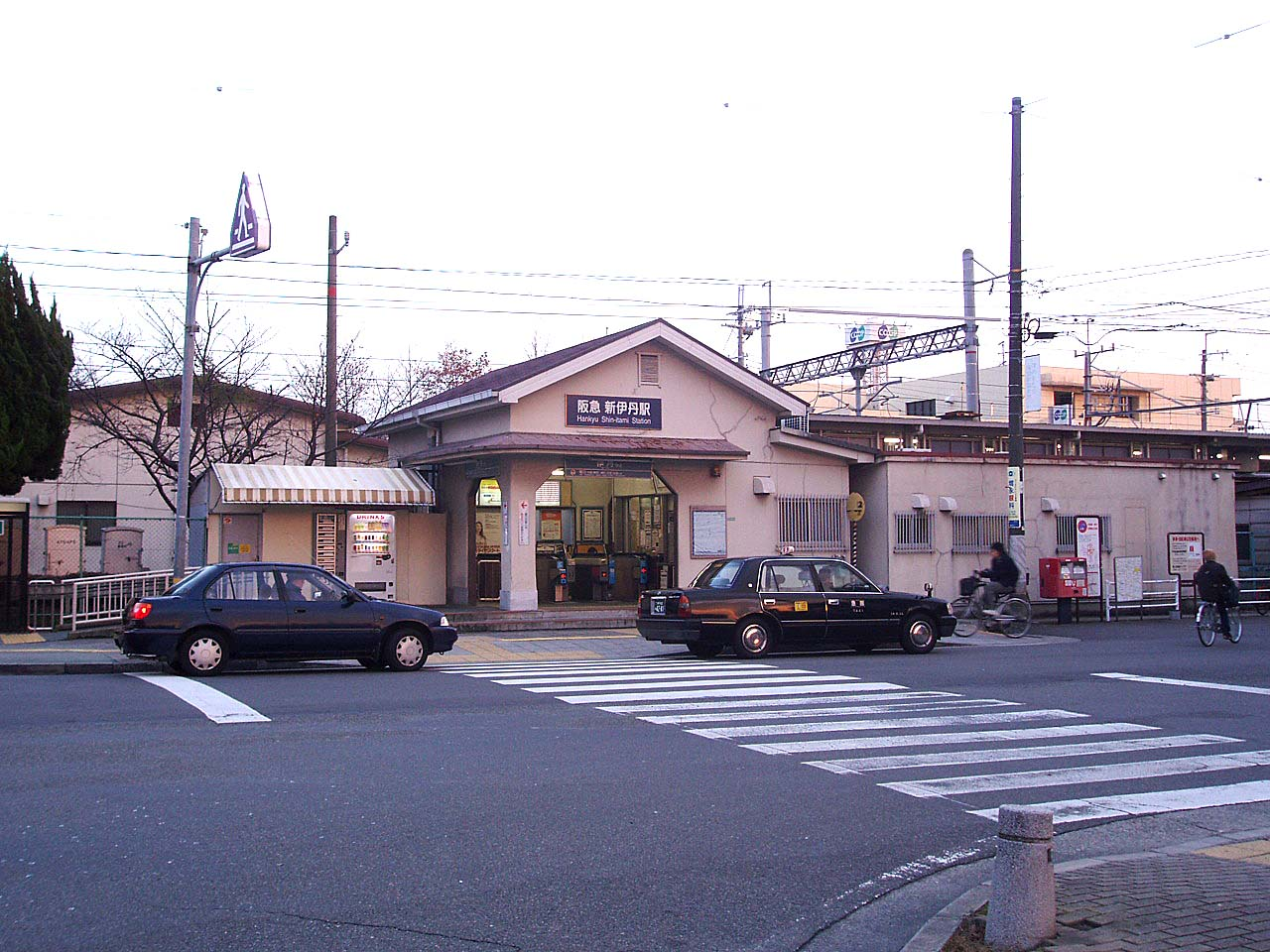
阪急新伊丹駅（梅ノ木2丁目）

鉄道
- 阪急伊丹線
  - 新伊丹駅

道路・バス
町域の西部を兵庫県道332号線が走っている。伊丹市バスでは町内に新伊丹停留所を設置しているが発着するバスの本数は朝夕を除いて少なく、近接する鈴原町1丁目や市高前、女性・児童センター前などの停留所および伊丹市バス・阪急バス共同の南本町4丁目停留所が至便である。

## 施設
- ローズレー梅ノ木 - 駅前広場。
- 伊丹市コミュニティセンター梅ノ木
- 日本基督教団伊丹教会